# Grammatorcynus
Grammatorcynus é um género de peixes perciformes da família Scombridae.

## Espécies
O género Grammatorcynus inclui as seguintes espécies validamente descritas:
- Grammatorcynus bicarinatus
- Grammatorcynus bilineatus

A informação disponível na base de dados taxonómicos Catalogue of Life permite construir o seguinte cladograma:
| Grammatorcynus | \| \| Grammatorcynus bicarinatus \| \| \| \| \| \| Grammatorcynus bilineatus \| \| \| \| |
|                | \| \| Grammatorcynus bicarinatus \| \| \| \| \| \| Grammatorcynus bilineatus \| \| \| \| |
|                | Acanthocybium                                                                            |
|                |                                                                                          |
|                | Allothunnus                                                                              |
|                |                                                                                          |
|                | Auxis                                                                                    |
|                |                                                                                          |
|                | Cybiosarda                                                                               |
|                |                                                                                          |
|                | Euthynnus                                                                                |
|                |                                                                                          |
|                | Gasterochisma                                                                            |
|                |                                                                                          |
|                | Gymnosarda                                                                               |
|                |                                                                                          |
|                | Katsuwonus                                                                               |
|                |                                                                                          |
|                | Orcynopsis                                                                               |
|                |                                                                                          |
|                | Rastrelliger                                                                             |
|                |                                                                                          |
|                | Sarda                                                                                    |
|                |                                                                                          |
|                | Scomber                                                                                  |
|                |                                                                                          |
|                | Scomberomorus                                                                            |
|                |                                                                                          |
|                | Thunnus                                                                                  |
|                |                                                                                          |
|                | Grammatorcynus bicarinatus                                                               |
|                |                                                                                          |
|                | Grammatorcynus bilineatus                                                                |
|                |                                                                                          |

|  | Grammatorcynus bicarinatus |
|  |                            |
|  | Grammatorcynus bilineatus  |
|  |                            |